# Gracówka
Gracówka (733 m) – szczyt w Paśmie Pewelskim (zwanym także Czeretnikami), które w regionalizacji fizycznogeograficznej Polski według Jerzego Kondrackiego zaliczane jest do Beskidu Makowskiego, w nowszej regionalizacji z 2018 roku do Pasm Pewelsko-Krzeszowskich. Znajduje się między szczytami Garlejów Groń i Zawaliska. Nazwa szczytu pochodzi od jednodomowego osiedla Gracówka na południowo-wschodnim stoku.
Północno-zachodni stok Gracówki i sąsiednich Zawalisk opada do Pewlicy (Pewelskiej), jego orograficznie lewe ograniczenie tworzy Potok Grabski. Jest porośnięty lasem, ale na zdjęciu lotniczej mapy Geoportalu widoczna jest na nim duża polana, silnie już zarastająca drzewam. iStok południowo-wschodni opada do Pewlicy (Jeleśniańskiej). Stok ten jest w dużym stopniu bezleśny, zajęty przez pola uprawne, ale stopniowo już zarastające lasem. Jego orograficznie prawe zbocze opada do potoku Głęboki, lewe do potoku Buławczański.
Dzięki odkrytym terenom z grzbietu Gracówki rozciąga się dobra panorama widokowa.

## Szlak turystyczny
Jeleśnia – Janikowa Grapa – Beskid – Madeje – Garlejów Groń – Gracówka – Zawaliska – Bigosy – Bąków – Ubocz – Gachowizna. Czas przejścia: 2:30 h, ↓ 2:10 h.
 szlak rowerowy z Jeleśni